# Basso continuo
A basso continuo – a szó szoros értelmében – folytonos basszusvonalat jelent, s valóban egy megszakítatlan mélyszólamot képvisel a barokk lejegyzésmódjában. Viszont a hangzó zenében sokkal többet jelent, és megszabja az egész korabeli hangzást.
Tudniillik a legmélyebb szólam felett arab számok vannak helyenként feltüntetve, melyeknek szerepük a basszushoz viszonyított akkordállás meghatározásában nyilvánul meg. 
A korabeli csembalisták ebből a „kódolt” zenei lejegyzésmódból folyékonyan játszani tudtak.

## A basso continuo jelölésmódja
A basso continuo alapja: egy basszus szólam (például csembalószólam balkeze) fölé arab számokat tüntet fel a zeneszerző. Így gyakorlatilag egy szólam (a jobb kéz) kidolgozásának terhét az előadóra rója, miközben ő maga tintát és helyet spórol meg. 
A jelölésmód a barokk kor folyamán távolról sem mondható egységesnek. A 17. században keletkezett művek sokkal kevesebb arab számot tartalmaznak, mert szerzőik nem számozták meg a basszus szólamot, ha úgy gondolták, hogy a harmóniasor minden korabeli előadó számára nyilvánvaló. A későbbiekben ez a gyakorlat megváltozott, és a számozást általában az egész művön végigvitték. A basso continuo nem tünteti fel a szólamvezetést, ennek helyes kivitelezése a mindenkori előadó feladata.